# توماس نيلسون (منافس ألعاب قوى)
توماس نيلسون (بالسويدية: Thomas Nilsson)‏ هو منافس ألعاب قوى سويدي، ولد في 9 أبريل 1926 في Ljungby ‏ في السويد، وتوفي في 18 نوفمبر 2014 في كالمار في السويد.

## وصلات خارجية
- توماس نيلسون على موقع أوليمبيديا (الإنجليزية)
- توماس نيلسون على موقع اللجنة الأولمبية السويدية (السويدية)